# Seiboldsdorf (Ehekirchen)
Seiboldsdorf ist ein Pfarrdorf östlich von Ehekirchen am westlichen Rand des Altbayerischen Donaumooses im oberbayerischen Landkreis Neuburg-Schrobenhausen. 

## Lage
Seiboldsdorf liegt auf halbem Wege zwischen Ehekirchen und Dinkelshausen. 

## Geschichte
Seiboldsdorf wurde bereits als Seybolzdorf, Seybolsdorf, Seyboldtstorff, Seuwoltsdorf, Seuboldsdorf, Siboltesdorf, Seibersdorf und Seibeldsdorf geschrieben. Der Name heißt so viel wie Dorf des Sibold oder Dorf des Seybold.

Erstmals wurde Seiboldsdorf 1150 erwähnt. Ab dem 14. Jahrhundert erscheint es als Adelssitz der aus dem Nachbarort Ambach stammenden Ainpeck. Zu dieser Zeit befand sich im Dorf auch ein kleines Schloss mit einigen Anwesen und Wiesen im Besitz der Herren Ainpeck. Später wurde der Ort Hofmark mit Landsassenrecht. 1580 bis 1620 besaßen die Seiboldsdorfer die Besitzungen.

Im 17. und 18. Jahrhundert folgten dann in ungeklärter Reihenfolge der Freiherr von Spiering, Freiherr von Weveld aus Sinning, Freiherr Karl Ludwig von Hundheim, der Hofkammerrat von Neuburg an der Donau und Pfleger in Konstein, Christoph Simon von Hegele und Nachkommen, ab 1770 Johann Baptist Trögele, Hofkammerdirektor und Vizekanzler in Neuburg. 1767 folgte dann schließlich das Jesuitenseminar Neuburg als Erbe.

1802 wurde die Hofmark an den Malteser-Großballey-Administrator Franz Xaver von Sutor verkauft, dessen Nachfahren es dann 1914 in bürgerliche Hände gaben. Im ganzen Zeitraum 1505 bis 1808 gehörte Seiboldsdorf zum Herzogtum Pfalz-Neuburg.
Die Kirche Sankt Peter und Paul wurde erstmals 1318 erwähnt, jedoch im Dreißigjährigen Krieg vollständig zerstört. 1670 wurde die Kirche wieder aufgebaut. 1547 wurde das Dorf entsprechend dem Erlass von Pfalzgraf Ottheinrich vom 22. Juni 1542 durch Pfarrer Sixt Schneider evangelisch, 1616 jedoch unter Herzog Wolfgang Wilhelm von Pfalz-Neuburg wieder katholisch. Heute gehört die katholische Pfarrei zur Pfarreiengemeinschaft Ehekirchen.
Am 1. Mai 1978 wurde die Gemeinde im Zuge der Gebietsreform in Bayern nach Ehekirchen eingemeindet.

## Sehenswürdigkeiten
- Pfarrkirche Sankt Peter und Paul
- am nördlichen Dorfrand Gräberfeld mit Hockerbestattungen aus der FrühBronzezeit